# Gospodar prstenova: Dvije kule
Gospodar prstenova: Dvije kule (eng. The Lord of the Rings: The Two Towers) je fantastični pustolovni film  Petera Jacksona iz 2002., temeljen na drugom dijelu knjige Gospodar prstenova  J.R.R. Tolkiena.
Nastavljajući priču filma Gospodar prstenova: Prstenova družina, radnja je podijeljena na tri dijela, dok  Frodo i  Sam nastavljaju svoj put u Mordor kako bi uništili Jedinstveni Prsten i upoznaju  Golluma, njegova bivšeg vlasnika. Aragorn, Legolas i Gimli nailaze na rat u Rohanu i na preporođenog Gandalfa, prije Bitke kod Helmove klisure, dok Merry i Pippin bježe iz zarobljeništva i upoznaju Drvobradaša, divovsko stablo.
Film je naišao na dobre kritike, iako je adaptacija bila kontroverznija nego prvi film. Bio je to veliki uspjeh u kinima, a film je zaradio preko 900 milijuna dolara širom svijeta, nadmašivši prethodnika.

## Radnja
Film počinje s flashbackom na prvi film, dok Gandalf pada s Mosta Khazad-dûma i bori se s  Balrogom dok se strmoglavljuju u provaliju.  Frodo se budi iz svog sna i nastavlja svoje putovanje u Emyn Muil zajedno sa svojim odanim prijateljem,  Samom, gdje ih napada  Gollum, koji pokušava pridobiti "njegovo blago" iz ruku onih koji su ga ukrali od njega, ali ga hobiti uspijevaju privezati Elveninim užetom. Sam želi napustiti Golluma, ali Frodo se sažali nad njim. Budući da im treba vodič, Frodo se dogovara s Gollumom da ih vodi do Crnih Dveri Mordora.
U Rohanu,  orci napreduju sa zarobljenicima Merryjem i Pippinom. Aragorn, Legolas i Gimli ih slijede, trčeći tri dana. Shvaćaju da su u Rohanu, Legolas pretpostavi da hobite vode u Isengard. Ondje Saruman započinje svoj napad na zemlju i njezin glavni grad Edoras. Kralj Theoden je mentalno i fizički slab zbog čarolije njegova sluge, Grima Gujoslova, kojeg je potkupio Saruman. Orci divljaju zemljom i ubijaju ljude uključujući kraljeva jedinog sina Theodreda. Theodenov nećak Eomer srdito shvaća da je Grima postao Sarumanov sluga i bijesno ga upita što "mu je obećao". Nakon što Grima nasrne na Eowyn, Eomer ga napada, ali je protjeran zbog podrivanja njegova autoriteta.
Frodo i Sam prelaze Mrtve močvare, skrivajući se od orka i letećih zvijeri. Stižu do Crnih Dveri, ali im Gollum tada kaže da južnije postoji manje riskantan put. Merry i Pippin uspijevaju pobjeći od svojih otimača nakon što su Eomerovi ljudi napali orke, nakon čega Aragorn, Legolas i Gimli pronalaze njihove tragove koji vode prema šumi Fangorn. Ondje Merry i Pippin upoznaju starog  Enta, Drvobradaša i Bijelog Čarobnjaka. Aragorn, Legolas i Gimli otrkivaju da je Bijeli Čarobnjak preporođeni Gandalf, koji se žrtvovao u borbi protiv  Balroga. Odlaze u Edoras na konjima, gdje izgone čaroliju koju je Saruman usadio u Theodena i protjeravaju Gujoslova. Theoden se suočava sa svojim mrtvim sinom i otvorenim ratom, pa odlučuje otići u Helmovu klisuru po veliko pojačanje koje je u nevoljama spašavalo narod Rohana. Gandalf odlazi u potragu za Eomerom i njegovim Rohirrimom, a Eowyn bolje upoznaje Aragorna.
U Ithilienu, Golluma napušta njegova dvostruka ličnost te se on poikuša sprijateljiti s Frodom i Samom. I oni vide bitku, a zarobljavaju ih gondorski vojnici. Na putu prema Helmovoj klisuri, Aragorn ubrzo mora spasiti izbjeglice od Sarumanovih wargova. Tijekom kreševa, odvlači ga jedan od vukova, a on pada s litice. Preživjeli stižu u Helmovu klisuru pogođeni tugom. U Rivendellu, Elrond uvjerava Arwen da doba  Vilenjaka prolazi, a ona nerado pristaje otići na Zapad. Elrond počne razmišljati trebaju li Vilenjaci ipak pomoći  Ljudima. Frodo i Sam stižu u Henneth Annûn i sastaju se s Faramirom, mlađim Boromirovim bratom, koji ubrzo zarobljava Golluma nakon što je saznao za Jedinstveni Prsten. Faramir odlučuje da Prsten mora otići u Gondor kako bi dokazao "njegovu kvalitetu" na svojem ocu. U Rohanu, Aragorn se budi dok jaše natrag u Helmovu klisuru, nakon čega ugleda Sarumanovu vojsku: najmanje 10 000 orka. Po dolasku, vlada konsternacija, a 300 muškaraca, neki prestari ili premladi, se priprema za bitku. Usred beznađa, stiže bataljun Vilenjaka iz Loriena kako bi im pomogao. U šumi Fangorn, Merry, Pippin, Drvobradaš i drugi Enti održavaju skup kako bi odlučili hoće li se Enti uključiti u predstojeći rat sa Sauronom.
Počinje bitka kod Helmove klisure, a Vilenjaci uspijevaju zadržati orke na zidovima. Međutim, zid odlazi u zrak, a mnogi pogibaju tijekom napada koji je uslijedio kroz pukotinu. Orci uspijevaju proći i kroz vrata, unatoč Aragornovim i Gimlijevim naporima. U Fangornu, Drvobradaš i drugi Enti odlučuju ne ulaziti u rat, ali nakon što ga je Pippin odveo do šume koju je Saruman posjekao blizu Isengarda, Drvobradaša ispunjava gnjev. U Osgiliathu, Faramir i hobiti se suprostastavljaju Prstenovoj utvari. Budući da su glavna vrata napadnuta, Gandfalf, Eomer i stotine iz Rohirrima stižu kako bi obuzdali orke, Enti napadaju i poplavljuju Isengard, a Sam i Faramir spašavaju Froda od kandži Utvare. Sam pokušava ohrabriti izmučenog Froda, govoreći kako priča mora ići dalje koliko god se sretan kraj činio dalekim, a Faramir ih oslobađa. Gandalf i družina sada znaju da predstoji konačni rat, a Frodu ostaje samo nada. Nakon što su se Faramirovi ljudi loše ponijeli prema njemu, Gollumu se vraća njegova mračna strana prirode. On počinje razmatrati mogućnost da izda Froda i Sama "njoj".

## Glavne uloge
- Elijah Wood - Frodo Baggins: Frodo je  Hobit koji mora uništiti Jedinstveni Prsten. Težina njegova nošenja postaje sve veća.
- Sean Astin -  Samwise "Sam" Gamgee: Sam je Frodov najbolji prijatelj i pratilac na putovanju.
- Viggo Mortensen - Aragorn: Aragorn je nasljednik gondorskog trona u egzilu, a došao je braniti Rohan.
- Ian McKellen - Gandalf: Čarobnjak koji je pao boreći se s Balrogom, ali se vratio, moćniji nego ikad, kako bi dovršio svoju misiju.
- Dominic Monaghan -  Meriadoc "Merry" Brandybuck: Merry je hobit kojeg su zarobili orci, a koji nakon toga postaje Drvobradašev saveznik.
- Billy Boyd -  Peregrin "Pippin" Took: Pippin je Merryjev najbolji prijatelj i pratilac na putovanju.
- Orlando Bloom - Legolas: Legolas je  Vilenjak strijelac koji se pridružio Družini nakon Elrondova vijeća.
- John Rhys-Davies - Gimli: Gimli je Patuljak ratnik koji se pridružio Družini nakon Elrondova vijeća.
- Andy Serkis -  Gollumov glas: Jednom stvorenje nalik hobitima zvan Smeagol. Posjedovao je Prsten stoljećima prije, a sada vodi Froda u njegovoj misiji. Tajno želi dobiti Prsten natrag. On je dvostruka ličnost koja se bori između dvije osobnosti: "Smeagola" i "Golluma".
- Bernard Hill - Theoden: Rohanski kralj kojeg je Gandalf izliječio kako bi ponovno mogao voditi svoju zemlju.
- Miranda Otto - Eowyn: Theodenova nećakinja. Zaljubljena je u Aragorna, vješti je borac.
- Karl Urban - Eomer: Eowynin stariji brat. Bio je upravitelj Rohana kojeg je istjerao Grima Gujoslov, a koji se poslije vraća s konjaništvom kako bi obranio Rohan.
- David Wenham - Faramir: Faramir je vođa Ithilijenskih graničara koji prati kretanje Sauronovih trupa. Zarobljava Froda, Sama i Golluma.
- Christopher Lee - Saruman: Pokvareni čarobnjak koji počinje rat s Rohanom i uništava šumu Fangom. Udružio se sa Sauronom.
- Brad Dourif - Grima Gujoslov: Sarumanov agent u Edorasu. Ponavlja kako je Theoden nesposoban za donošenje odluka, a žudi za Eowyn.
- Liv Tyler - Arwen: Poluvila u koju je zaljubljen Aragorn.
- Hugo Weaving - Elrond: Elrond je Arwenin otac. Izražava sumnju u vezi njezine ljubavi za Aragorna.
- Cate Blanchett - Galadriel: Suvladarica Lothloriena. Elrond s njom komunicira telepatski o budućnosti Međuzemlja.
- John Leigh - Hama: Odani nadstojnik Zlatnih vrata i Theodenov majordom.
- Bruce Hopkins - Gamling: Član Kraljevske garde i Theodenova desna ruka.
- Craig Parker - Haldir od Loriena: Predvodi Vilenjake koje su poslali Elrond i Galadriel kako bi obranili Helmovu klisuru.
- John Bach - Madril: Faramirova desna ruka koji ga obavještava o pripremama za bitku.

## Usporedba s izvornikom
Dvije kule su najpoznatije kao najteži film o Prstenu jer ne postoji određen početak ni kraj na kojima bi se scenarij trebao fokusirati. Bez obzira na to, scenaristi su čvrsto odlučili da učine Bitku za Helmovu klisuru vrhuncem filma, odluka koja je utjecala na ugođaj i stil cijele priče.
Najveća razlika u odnosu na knjigu je struktura filma. Tolkienove Dvije kule su podijeljene u dva dijela, jedan koji prati rat u Rohanu i jedan koji prati  Froda. Film ispušta početak knjige, Boromirovu smrt, što je iskorišteno za linearni vrhunac na kraju Prstenove družine. Isto tako, film doživljava vrhunac Bitkom za Helmovu klisuru, dok je priča o Družini koja odlazi u Isengard i Frodov obračun sa Shelobom ostavljen za Povratak kralja.
Još jedna primjetna promjena u radnji je ta da je Theoden doslovno opsjednut Sarumanom, dok se u knjizi jednostavno nalazi u depresiji, dok ga zavarava Wormtongue. Theoden je ipak nesiguran što treba učiniti te odlazi na Helmovu klisuru. U knjizi odlazi u rat te završava opkoljen kad je odlučio pomoći Erkenbrandu. Erkenbrand ne postoji u filmovima: njegov lik je sjedinjen s Eomerom dok kao general Rohirrima dolazi s Gandalfom na kraju filma. Sam Eomer je u knjizi prisutan tijekom cijele bitke.
Na putu do Helmove klisure, izbjeglice iz Edorasa napadaju wargovi. Scena je vjerojatno inspirirana jednom scenom iz knjige koja je izrezana iz Prstenove družine gdje se Družina bori s njima. Ovdje je stvorena nova podradnja gdje Aragorn pada s litice, te se pretpostavlja da je mrtav. Jackson je dodao to kako bi se stvorila napetost. Ta scena je usklađena i s pričom o Arwen, kad odlučuje napustiti Međuzemlje nakon što je izgubila nadu u mogućnost dugotrajne ljubavi. Arwen u knjizi nema takvu ulogu.
Velike promjene su unaprijed isplanirane. Arwen i Elrond bi trebali posjetiti Galadriel, a Arwen bi se trebala pridružiti vojsci  Vilenjaka u Helmovoj klisuri, kako bi se borila uz Aragorna. Tijekom snimanja, scenarij se mijenjao, jer su scenaristi nadošli s nekim boljim idejama kako bi prikazali romansu. Stvorena je nova scena s Arwen koja odlazi na Zapad, dok je scena razgovora koja je ostala montirana kao telepatija. Bez obzira na to, ostala je jedna velika promjena koja se nije mogla ukloniti: ratnici Vilenjaci koji se bore kod Helmove klisure. Međutim, Jackson je smatrao da je promjena u kojoj se Vilenjaci vraćaju kako bi se borili za budućnost Međuzemlja romantična i uzbudljiva.
Druga promjena je bila činjenica da Drvobradaš ne odlučuje odmah ući u rat. To dodaje malo napetosti te čini Merryja i Pippina nečim važnijim od puke prtljage. Tada Hobiti pokazuju Drvobradašu potpunu destrukciju, izazivajući gnjev. Još jedna strukturalna promjena je da se hobiti susreću s Gandalfom ranije, što vjerojatno objašnjava zašto se hobiti ne iznenađuju na njegov povratak nakon uništenja Isengarda. U knjizi Gandalf stiže u Isengard u okrilju noći kako bi razgovarao s Drvobradašom.
Odluka producenata da ostave Sheloba za treći film značila je da će Faramir postati zapreka za Froda i Sama. U knjizi, Faramir (kao i Aragorn) brzo prepoznaje Prsten kao opasnost i iskušenje te ne oklijeva u puštanju Froda i Sama. U filmu, Faramir prvo odlučuje da će Prsten odnijeti u Gondor svom ocu, kao način da se dokaže u odnosu na svog starijeg brata, Boromira. U filmu, Faramir odvodi Froda, Sama i Prsten u Bitku kod Osgiliatha, putem kojim ne idu u knjizi. Nakon što je vidio kako Prsten snažno utječe na Froda tijekom napada orka, Faramir se predomišlja i pušta ih.
Konačno, promijenjen je sami naziv, 'Dvije kule'. Dok je Tolkien razmatrao nekoliko nacrta kula, na kraju je stvorio konačnu ilustraciju koja se našla na naslovnici. Osim toga, na kraju Prstenove družine ih je nazvao Minas Morgul i Orthanc. Jacksonov film, koji ne uključuje Minas Morgul, ih naziva Orthanc i Barad-dur, simbole saveza zla koji namjerava uništiti  Ljude.

## Reakcije

### Kritike
U zbroju svih recenzija na filmskom portalu Rotten Tomatoes, film je skupio 97 posto pozitivnih recenzija, što ga čini najuspješnijim dijelom trilogije. Bitka kod Helmove klisure proglašena je jednom od najboljih filmskih bitaka svih vremena, dok je  Gollum izabran kao treći najuvjerljiviji kompjuterski stvoren filmski lik u izboru časopisa Entertainment Weekly 2007.

### Nagrade
- Oscari
  - Pobjednik: vizualni efekti, montaža zvuka
  - Nominacije: najbolji film, najbolja scenografija, montaža i najbolji zvuk
- Američki filmski institut: digitalni efekti, dizajn produkcije, film godine
- BAFTA nagrade: Najbolji dizajn kostima, specijalni efekti, najbolji film po izboru publike
- Nagrade Empire: Najbolji film
- Nagrada Hugo: Najbolja dramska prezentacija
- MTV filmske nagrade 2003.: Najbolja virtualna izvedba (Gollum)
- Nagrade Saturn:  Najbolji fantastični film,  najbolji kostimi,  najbolji sporedni glumac, najbolje specijalno DVD izdanje.

## Vanjske poveznice
- Službena stranica
- Gospodar prstenova: Dvije kule u internetskoj bazi filmova IMDb-a
- Gospodar prstenova: Dvije kule na Rotten Tomatoes